# Hôtel Mame (Angers)
Ne doit pas être confondu avec Hôtel Mame (Tours).
L'hôtel Mame est un hôtel particulier situé à Angers. Le monument fait l’objet d’une inscription au titre des monuments historiques depuis le 29 octobre 1975.

## Historique
L'hôtel, situé au 10 à 14 boulevard Bessonneau, fut construit vers 1830. Les commanditaires sont la famille Mame (la dynastie d'imprimeurs) pour les parties centrale et droite, et François-Augustin Daburon de Mantelon pour la partie gauche.